# Клифтон (Нью-Джерси)
Клифтон (англ. Clifton) — город (англ. city) в США, в округе Пассейик штата Нью-Джерси. Население — 84 136 человек (2010). 11 место в штате по населению. Статус окружного города Клифтон обрел 26 апреля 1917 года по результатам референдума, сменив предыдущий центр округа, Акваканьйонк (англ. Acquackanonk Township).

## История
Клифтону исполнилось 100 лет в 2017 году, но задокументированные поселения в этом районе относятся к 1679 году, когда вождь коренных народов Каптахем подарил Гансу Фредерику грамоту на 11000 акров на берегу реки Пассейик. Современное название «Клифтон» произошло от скальной горы Гарретт, которая граничит с районом Монклер-Хайтс в западной части города. Клифтон был сельскохозяйственным центром и домом для Карантинной станции животных США, которая с 1903 года находилась в ведении Министерства сельского хозяйства США. Она обслуживалась Ньюаркским отделением железной дороги Эри-Лакаванна. Это было основное место на восточном побережье, где животные, от домашней птицы, лошадей и крупного рогатого скота до животных зоопарка, содержались на карантине после того, как были ввезены в Соединенные Штаты, чтобы гарантировать, что животные не были инфицированы болезнями, которые могут распространяться в США. Станция работала в Клифтоне до конца 1970-х годов, когда объект был переведен в собственность международного аэропорта Стюарт.
Хотя Клифтон и близлежащие города давно превратились из сельскохозяйственных угодий в пригородные районы, учитывая их непосредственную близость к Манхэттену (Клифтон находится менее чем в 15 милях к западу от Мидтауна), город все еще может похвастаться двумя небольшими действующими фермами, которые продают свежие органические овощи.

## География
Клифтон расположен по координатам 40°51′44″ с. ш. 74°09′37″ з. д. (40.862137, −74.160393). По данным Бюро переписи населения США в 2010 году город имел площадь 29,52 км², из которых 29,16 км² — суша и 0,35 км² — водоемы.
Клифтон расположен в 10 милях (16 км) к западу от Нью-Йорка, недалеко от шоссе 3 (New Jersey Route 3) и 46 (U.S. Route 46).

## Демография
| Год переписи                                                | Нас.  |                   | %±    |
| ----------------------------------------------------------- | ----- | ----------------- | ----- |
| 1910                                                        | 11869 |                   | —     |
| 1920                                                        | 26470 |                   | 123%  |
| 1930                                                        | 46875 |                   | 77,1% |
| 1940                                                        | 48827 |                   | 4,2%  |
| 1950                                                        | 64511 |                   | 32,1% |
| 1960                                                        | 82084 |                   | 27,2% |
| 1970                                                        | 82437 |                   | 0,4%  |
| 1980                                                        | 74388 |                   | −9,8% |
| 1990                                                        | 71742 |                   | −3,6% |
| 2000                                                        | 78672 |                   | 9,7%  |
| 2010                                                        | 84136 |                   | 6,9%  |
| 2018                                                        | 85273 | [ 7 ] [ 8 ] [ 9 ] | 1,4%  |
| 1910–2018 Источник: 1910–1920 1910–1930 1930–1990 2000 2010 |       |                   |       |

Согласно переписью 2010 года, в городе проживало 84 136 человек в 30 661 домохозяйстве в 21 115 семьях.
Расовый состав населения:
- 69,6 % — белых
- 8,9 % — азиатов
- 4,9 % — черных или афроамериканцы
- 0,5 % — коренных американцев
- 12,4 % — лица других рас

К двум или более рас принадлежало 3,6 %. Доля испаноязычных составляла 31,9 % от всех жителей.
По возрастным диапазоном населения распределялось следующим образом: 22,0 % — лица моложе 18 лет, 64,1 % — лица в возрасте 18-64 лет, 13,9 % — лица в возрасте 65 лет и старше. Медиана возраста жителя составляла 38,4 года. На 100 лиц женского пола в городе приходилось 93,2 мужчин; на 100 женщин в возрасте от 18 лет и старше — 90,4 мужчин также старше 18 лет.
Средний доход на одно домашнее хозяйство составил 84 875 долларов США (медиана — 67 992), а средний доход на одну семью — 96 677 долларов (медиана — 80 705). Медиана доходов составляла 53 470 долларов для мужчин и 42 496 долларов для женщин. [Прим. 1] За чертой бедности находилось 9,1 % лиц, в том числе 13,6 % детей в возрасте до 18 лет и 7,8 % лиц в возрасте 65 лет и старше.
Гражданское трудоустроено население составляло 42789 человек. Основные области занятости: образование, здравоохранение и социальная помощь — 23,0 %, производство — 12,7 %, розничная торговля — 12,1 %.